# 郭子仪击叛军之战
郭子仪击叛军之战，天宝十四载（755年）十二月，唐朝朔方节度使郭子仪率军击败安禄山大同军使高秀岩部的作战。
755年十一月，唐玄宗得知安禄山叛乱后，任命朔方右厢兵马使、九原郡太守郭子仪为朔方节度使，命他率领朔方军东进，讨伐安禄山。朔方与河东相邻，朔方军在当时全国十大节度使中，势力是强。朔方军东出不仅能及时声援河东唐军抗击燕军，免得河东落入燕军之手。还可东出井陉，进攻河北，切断燕军归路，威胁其后方。安禄山范阳起兵时，也想到朔方军对后方的威胁。他在发兵南下前，就任命别将高秀岩为大同军使，率兵连夜抵达大同军（今山西省朔州市东北马邑镇），来阻止朔方军东出。又命其部将安忠志率精兵屯守土门（今河北省鹿泉区西南），阻止河东军和朔方军进入河北。十二月，正当安禄山进攻洛阳时，高秀岩开始进攻朔方的振武军。郭子仪得知叛军进攻振武军时，便率军赴援，将高秀岩部击败，又趁胜追击，收复河东道的静边军（今山西右玉县）。安禄山的大同兵马使薛忠义率军来救，想夺回静边军。郭子仪命左兵马使李光弼、右兵马使高睿、左武锋使仆固怀恩、右武锋使浑释之等率部迎战，大败薛忠义大军，坑杀燕军骑兵七千人，斩杀叛将周万顷。郭子仪又在河曲大败高秀岩，进而围攻云中郡（今山西省大同市）。又命别将公孙琼岩率二千骑兵，一举攻克马邑郡（今山西朔州市），打开了雁门关东口东陉关（今山西代县东）。东陉关是太原北面门户。河东唐军为了保卫河东、太原，阻止叛军从这里经过蒲津（今山西永济市西南黄河渡口）进入关中，曾经关闭东陉关抵御叛军。郭子仪收复静边军，在云中围困高秀岩，又攻占马邑，解除了河东太原的威胁，打通了朔方军与河东唐军的联系。郭子仪的接连获胜，是安禄山叛乱以来唐军军事上最早取得的大胜利，它不仅给各地抗敌军民以很大鼓舞，也为其后李光弼能东出井陉，入河北，扫清了障碍。